# Анатольевка (Херсонская область)
Анатольевка (укр. Анатолівка) — село в Нижнесерогозской поселковой общине Генического района Херсонской области Украины. В 2022 году, во время вторжения России на Украину, село было захвачено. На данный момент находится под оккупацией ВС РФ.
Население по переписи 2001 года составляло 481 человек. Почтовый индекс — 74710. Телефонный код — 5540. Код КОАТУУ — 6523880201. Расстояние до пгт. Нижние Серогозы — 33 км, до железнодорожной станции Серогозы — 24 км. Улицы: Ю. Гагарина, Молодёжная.

## История
- Село Анатольевка основано в конце 1930-х годов (примерно 1939 год) из разрозненных хуторов (Елизаветовка, Юзовка, Тодоривка, Сосновиця и др.), которые, в свою очередь, были основаны в конце 19 столетия бывшими польскими однодворцами — переселенцами из Киевской губернии. Освоение земель и образование хуторов связано с выполнением царского указа 1866 года о поземельном устройстве государственных крестьян согласно которому переселенцы пользовались льготами (отсутствием земельного налога на 10 лет, освобождением от рекрутской повинности и т. д.).
- Советская власть была установлена в январе 1918 года. Партийная ячейка была создана в 1920 году, комсомольская — в 1921 году.
- Не обошли село массовые репрессии, осуществлявшиеся в СССР в 1930-е — 1950-е годы. В первые годы коллективизации был создан колхоз «Новое Село», но уже в 1932 году этот колхоз был распущен. Постановлением бюро Нижньосерогозского райкома КП(б)У «О роспуске колхозов, привлечения к ответственности их правлений, изъятия промышленного товара из сельсоветов за срыв хлебозаготовительной кампании» от 27 января 1932 г. сказано: «Распустить колхозы „Красный Колос“ Петровского сельсовета и „Новое Село“ Анатольевского сельсовета за то, что они, подпав под кулацкое влияние, упорно не выполняют январского хлебозаготовительного задания. Обязать фракции РВК и РКГС в течение 2-х дней оформить роспуск этих колхозов… Обязать фракцию РКГС немедленно оформить привлечение правления этих колхозов к уголовной ответственности… За совершенно неудовлетворительные темпы январских хлебозаготовок изъять весь дефицитний пром [ышленный] товар по Зорянскому сельсовету и 50 % по Анатольевскому и Александровскому сельсоветах.»
- Село пострадало в результате голодомора 1932—1933 и 1946—1947 годов. Статистических данных о количестве пострадавших нет, однако, отдельные свидетельства очевидцев, которые проживали в то время в Анатольевке и в соседних сёлах, свидетельствуют об огромном голоде и большом количестве погибших от него.[1] [1]
- Во время Второй мировой войны, с сентября 1941 г. село было оккупировано немецкими войсками. Советские войска освободили населенный пункт в конце октября 1943 г. 142 жителей с. Анатольевки боролись с немецко-фашистскими захватчиками на фронтах Второй мировой войны, 90 из них погибли, 48 — удостоены правительственных наград.
- Хозяйство хуторов было объединено в единый колхоз — «Красная звезда» (позже колхоз им. Димитрова). За колхозом им. Димитрова было закреплено 5142 га сельскохозяйственных угодий, в том числе 4909 га пахотной земли, из них 190 га орошаемой. Площадь под садами составляла 16 га, под бахчевыми культурами — 30 га. Хозяйство зернового и мясо-молочного направления, специализировалося на разведении овец.[2] В конце 1990-х, в начале 2000-х годов, в связи с распаеванием земель и имущества, колхоз им. Димитрова прекратил своё существование. На его землях образовались сельскохозяйственное ООО «Анатольевское» и фермерские хозяйства.
- В 2022 году село оккупировано ВС РФ.

## Экономика
Основой экономики сельскохозяйственных и фермерских хозяйств села является растениеводство: выращивание пшеницы, ячменя и подсолнечника. Домашние хозяйства заняты выращиванием овощей и злаковых культур на приусадебных участках, а также содержанием мясо-молочного скота и домашних птиц.
В селе работают:
- ООО «Анатольевское» и фермерские хозяйства.
- Сельское коммунальное предприятие «Виктория», который обслуживает 3 артезианские скважины и поставляет воду жителям села через водопровод длиной 6 километров.
- Заведения торговли.

## Образование и культура
- Общеобразовательная школа I—III ступеней. Осуществляется подвоз учащихся из с. Догмаровка.
- Дошкольное учебное заведение «Радуга».
- Сельский клуб.

## Персоналии
- Приходько Клавдия Григорьевна — Заслуженный агроном Украинской ССР (звание присвоено в 1987 году), главний агроном ООО «Анатольевское», с. Анатольевка. Награждена также двумя орденами Ленина, орденом Октябрьской революции, дважды награждена бронзовыми медалями ВДНХ СССР, орденом «Знак Почёта».
- Яворский Петр Петрович — директор ООО «Анатольевское», бывший председатель колхоза им. Димитрова, почётный гражданин Нижнесерогозского района.
- За успехи в труде 65 колхозников награждены орденами и медалями, среди них: орденом Ленина — доярка П. И. Тушевская, орденом Октябрьской Революции — бригадир комплексной бригады Н. А. Попка, двумя орденами Трудового Красного Знамени — председатель колхоза С. Р. Тышковский, орденами Трудового Красного Знамени — скотник Д. И. Гурчик, тракторист А. И. Марковский, шофер А. А. Попка, доярка П. Ф. Слоневская.

## Местный совет
74710, Херсонская обл., Нижнесерогозский р-н, с. Анатольевка, ул. Молодёжная, 28. Тел. 05540-45131, 05540-45142.